# 砂澤ビッキ

砂澤ビッキがデザインしたアイヌの旗

砂澤ビッキ（すなざわ ビッキ、Sunazawa Bikky、1931年3月6日 - 1989年1月25日）は、北海道出身の彫刻家。

## 人物・生涯
1931年3月6日、父・砂澤市太郎（トアカンノ）、母・ベラモンコロの子として近文コタン（現旭川市旭川緑町15丁目)に生まれる。本名は恒雄（ひさお）。幼少からビッキ（カエル）の愛称で呼ばれる。
1953年の22歳の時に木彫を始めて、鎌倉へ移住してモダンアート協会に所属。読売アンデパンダン展などにも出展し、阿寒と鎌倉を製作拠点にしていた。1959年に旭川市に戻り、北海道と東京を中心に多くの展覧会に出展した。1978年には上川支庁北部、音威子府村筬島（おさしま）に移住して小学校跡地を自身のアトリエを構えて製作活動をしていた。亡くなるまでの十余年、精力的に木彫作品の制作を行なった。北海道を中心に屋外彫刻も多数手がけるなど、土産物の木彫から出発し、大胆にして繊細、原始的にしてモダンな独自の作風を確立した。その作品は国際的にも評価が高い。1989年に骨髄癌で死去した。
北海道アイヌ協会、北海道教職員組合、北海道新聞と、しばしば対立的な立場を取っていた。このこともあり『「アイヌ」芸術家』という枠にはめられることを嫌っていたと言われるが、背景には旭川でアイヌ民族が置かれた複雑な歴史的事情が根ざしている。
画家山田美年子との間に、長男チカル（加納沖）、再々婚した女性との間に長女砂澤チニタ（書家・画家。1961-2013）次男アウタ（砂澤陣、工芸家）三男など。孫に、バンドASOUNDのドラマーManawがいる。

### 略年譜
- 1931年　近文コタン（チカプニ、現旭川市緑町15丁目）にて、父、砂澤市太郎（アイヌ名：トアカンノ）と母、ベラモンコロの間に生まれる[4]。戸籍上の名は「恒雄（ひさお）」。「ビッキ[注 1]」は少年の頃からの愛称である。
- 1947年　北海道立農業講習所（現・北海道立農業大学校）に入学。一家は神居村上雨紛（現・旭川市神居町共栄八区）に入植。
- 1948年　同校修了。父が開拓した上雨紛で農業に従事する。
- 1951年　一家で阿寒に移住し、父とともに冬場は近文でマキリや工芸品を作り、夏場に阿寒湖で工芸品の販売に従事[5]。
- 1953年　鎌倉出身のモダン・アーティスト山田美年子と出会い、鎌倉を拠点に民藝木彫家として創作活動を開始。阿寒湖畔の店も父から受け継ぎ[6]、阿寒と鎌倉を往復する生活が5年間続く[7]。
- 1955年　2月、第五回モダンアート協会展（東京都美術館）に絵画『考える人』を出品し、初入選。3月、第七回日本アンデパンダン展（後の読売アンデパンダン展、東京都美術館）に出品。
- 1956年　第六回モダンアート協会展に彫刻『後進民族』を出品して、彫刻に転向。
- 1959年　旭川へ戻る[7]。
- 1964年　「TENTACLE No.1」彫刻展（東京：秋山画廊）を開催。「迷宮と下等動物の触覚」をテーマに掲げる。
- 1967年　8月、阿寒から札幌に転居する。「雑種構成小動物の夜景」第1回展（札幌時計台画廊）
- 1968年　春、中央区宮の森に「アトリエモア」を構える。その後、北日本民芸社内にアトリエを移し、「アトリエモアモア」と新たに名づける。
- 1975年　11月、第一回木面展（札幌：仏蘭西市場）
- 1976年　1月、「アーティストユニオンシンポジウム'76」（東京都美術館）に出品。
- 1978年　第一回北海道現代美術展（北海道立近代美術館）に出品。9月、個展（札幌時計台ギャラリー）。会場にて音威子府高校校長、狩野剛を知り、その勧めにより音威子府村への移住を決意。廃校となった筬島小学校跡をアトリエとし、「BIKKYアトリエ３モア」と名づける。
- 1979年　個展（音威子府：アトリエサンモア）。第一回「樹を語り」作品展（音威子府中央公民館、以後1988年まで毎年開催）に出品。
- 1980年　音威子府駅前の『オトイネップタワー』を制作。1990年に強風で折れ、以後は筬島小学校のアトリエサンモアで展示されている。
- 1981年　北海道大学中川地方演習林事務所前に演習林タワー『思考の鳥』を設置。
- 1983年　カナダのブリティッシュコロンビア州に滞在。ハイダ族の彫刻家ビル・リードと交流。12月「IMAGES OF BRITISH COLUMBIA」展（バンクーバー：アーティストギャラリー）。
- 1985年　1月、「現代彫刻の歩み－木の造形」（神奈川県民ホールギャラリー）に『トゥ (TOH)』二点を出品。3月、「ドキュメント人間列島－カムイの大地に木霊が響く」(NHK) 出演。
- 1986年　木の六人展（北海道立近代美術館）に出品。札幌芸術の森野外美術館に高さ5.4ｍのクロエゾマツで制作した「四つの風」を設置。
- 1987年　「聲を織るもののふたち展」（ギャラリーミカワ）。砂澤ビッキ他、天童大人、中川幸夫、村井正誠、渡辺豊重出展。
- 1988年　「一木多触」展（東京：INAXギャラリー）。旭川医科大学付属病院に入院、手術を受ける。
- 1988年　「源初展」 グループ展出展。砂澤ビッキ他、大沢昌助、村井正誠、中川幸夫、酒井忠康、天童大人（夢土画廊、東京）
- 1989年　「現代作家シリーズ89－上野憲男・砂澤ビッキ・吹田文明展」（神奈川県立県民ホールギャラリー）出品、オープニングに出席。1月25日、札幌愛育病院にて死去。享年57。第十一回「樹を語り」作品展－砂澤ビッキ遺作展（音威子府公民館、BIKKYアトリエ３モア）。『砂澤ビッキ作品集』（用美社）刊行。